# Keith Edmonson
Keith Andre Edmonson (Gulfport, 28 settembre 1960) è un ex cestista statunitense, professionista nella NBA e in Francia.

## Carriera
Venne selezionato dagli Atlanta Hawks al primo giro del Draft NBA 1982 (10ª scelta assoluta).